# Snookersäsongen 2008/2009
Snookersäsongen 2008/2009 behandlar säsongen för de professionella spelarna i snooker.

## Nyheter

### World Series of Snooker
Säsongen började för några av toppspelarna redan i juni 2008, i och med den nya minitouren World Series of Snooker, som dragits igång av John Higgins i samarbete med FTSC Sports Management. Två tvådagarsturneringar spelades under sommaren: På Jersey i juni spelade Higgins, Shaun Murphy, Mark Selby och Ken Doherty mot fyra lokala förmågor, och touren fortsatte i juli i Berlin. Två ytterligare tvådagarsturneringar spelas under hösten: I Warszawa i oktober och i Moskva i november. Finalen, som ursprungligen var tänkt att avgöras i november, flyttades först till mars 2009och därefter till maj. Den nya touren skall vara ett sätt att öka intresset för snooker i resten av Europa, sporten är ju annars starkt koncentrerad till Brittiska öarna.

### Sponsorer försvinner
Den 6 augusti meddelades det att snookerns två största sponsorer, 888.com och Saga Insurance bryter sina sponsorskontrakt med världsmästerskapen respektive Masters. Dessa två turneringar står nu tills vidare utan huvudsponsor. Sammanlagt går snookern miste om 1,5 miljoner brittiska pund (ca 20 miljoner svenska kronor) i sponsorsintäkter. Sökande pågår efter nya sponsorer, ett arbete som blivit svårare sedan 2005 då tobaksreklam förbjöds i Storbritannien. Ett par veckor före VM avslöjades det att spelföretaget Betfred tar över som ny sponsor för VM.

### Ny turnering i Mellanöstern
För första gången sedan säsongen 1994/1995 spelades en rankingturnering i snooker i Mellanöstern. Den 18 augusti tillkännagavs att den nya turneringen Bahrain Championship skulle spelas i Bahreins huvudstad Manama den 8 till 15 november 2008. Rankingmässigt har turneringen samma status som de flesta övriga turneringar på snookertouren. Datumet var kontroversiellt eftersom turneringen krockade med en omgång i snookerns Premier League, vilket gjorde att fyra av toppspelarna (John Higgins, Mark Selby, Steve Davis och Ding Junhui) missade den nya turneringen.

### Nytt format för Grand Prix
Royal London Watches Grand Prix får samma format som övriga rankingturneringar på touren. Man överger därmed det gruppspelsformat som använts under 2006 och 2007. Det blir dock endast de 16 högst rankade spelarna som blir direktkvalificerade till 16-delsfinalerna, istället för som i det tidigare formatet i Grand Prix, då alla de 32 högst rankade spelarna fick börja med 32-delsfinal.
På en punkt skiljer sig Grand Prix fortfarande från de övriga turneringarna: Man tillämpar fri lottning i varje omgång, vilket innebär att efter varje färdigspelad omgång lottas de kvarvarande spelarna slumpmässigt mot varandra, utan hänsyn till seedning. Detta kan innebära att de två högst rankade spelarna stöter på varandra redan tidigt i turneringen.
Två ytterligare förändringar har tillkännagivits under sommaren 2008. Den 26 juli meddelades att turneringen flyttar från Aberdeen till Glasgow, för att attrahera mer publik. Dessutom får turneringen lite högre status jämfört med tidigare, dess rankingpoäng höjs med 25%, vilket innebär att det numera finns fyra olika nivåer av rankingturneringar på touren: VM ger dubbla rankingpoäng, UK Championship ger 1,5 gånger det normala antalet, Grand Prix 1,25 gånger det normala antalet, och övriga fem turneringar har alltså 1 gånger det normala poängantalet.

## Tävlingskalendern
| Inbjudningsturneringar |
| Rankingturneringar     |

| År   | Datum             | Turnering                     | Plats                           | Vinnare           | Finalist          | Resultat |
| ---- | ----------------- | ----------------------------- | ------------------------------- | ----------------- | ----------------- | -------- |
| 2008 | 4-8 juni          | Jiangsu Classic               | Nanjing, Kina                   | Ding Junhui       | Mark Selby        | 6-5      |
| 2008 | 21-22 juni        | World Series of Snooker I     | Saint Helier, Jersey            | John Higgins      | Mark Selby        | 6-3      |
| 2008 | 12-13 juli        | World Series of Snooker II    | Berlin, Tyskland                | Graeme Dott       | Shaun Murphy      | 6-1      |
| 2008 | 24-31 augusti     | Northern Ireland Trophy       | Belfast, Nordirland             | Ronnie O'Sullivan | Dave Harold       | 9-3      |
| 2008 | 29 sep - 5 okt    | Shanghai Masters              | Shanghai, Kina                  | Ricky Walden      | Ronnie O'Sullivan | 10-8     |
| 2008 | 11-18 oktober     | Grand Prix                    | Glasgow, Skottland              | John Higgins      | Ryan Day          | 9-7      |
| 2008 | 25-26 oktober     | World Series of Snooker III   | Warszawa, Polen                 | Ding Junhui       | Ken Doherty       | 6-4      |
| 2008 | 8-15 november     | Bahrain Championship          | Manama, Bahrain                 | Neil Robertson    | Matthew Stevens   | 9-7      |
| 2008 | 22-23 november    | World Series of Snooker IV    | Moskva, Ryssland                | John Higgins      | Ding Junhui       | 5-0      |
| 2008 | 6-7 december      | Premier League Slutspel       | Hopton-on-sea, Norfolk, England | Ronnie O'Sullivan | Mark Selby        | 7-2      |
| 2008 | 13-21 december    | UK Championship               | Telford, England                | Shaun Murphy      | Marco Fu          | 10-9     |
| 2009 | 11-18 januari     | Masters                       | London, England                 | Ronnie O'Sullivan | Mark Selby        | 10-8     |
| 2009 | 16-22 februari    | Welsh Open                    | Newport, Wales                  | Allister Carter   | Joe Swail         | 9-5      |
| 2009 | 25-26 mars        | Championship League Slutspel  | Stock, Essex, England           | Judd Trump        | Mark Selby        | 3-2      |
| 2009 | 30 mars - 5 april | China Open                    | Peking, Kina                    | Peter Ebdon       | John Higgins      | 10-8     |
| 2009 | 18 april - 4 maj  | VM i snooker                  | Sheffield, England              | John Higgins      | Shaun Murphy      | 18-9     |
| 2009 | 8-10 maj          | World Series of Snooker Final | Portimão, Algarve, Portugal     | Shaun Murphy      | John Higgins      | 6-2      |

## Världsranking
Ronnie O'Sullivan behöll sin position som världsetta, dels tack vare poängen från föregående säsong, dels att de spelare som spelade bäst under säsongen inte var tillräckligt nära för att utmana. John Higgins samlade överlägset mest poäng under säsongen, med Allister Carter som tvåa och O'Sullivan som trea. För mer detaljer se separata artiklar:
- Snookerns världsranking 2008/2009
- Snookerns världsrankingpoäng 2008/2009